# Adele
Adele Laurie Blue Adkins MBE (Londres, 5 de maio de 1988) é uma cantora, compositora e musicista britânica. Nascida e criada no distrito de Tottenham, em Londres, começou a cantar aos quatro anos de idade e iniciou sua carreira artística em 2006, após se graduar em música na  BRIT School e assinar um contrato com a XL Recordings. Adele foi descoberta pela gravadora por demos musicais postadas em seu perfil na rede social MySpace. Em 2008, recebeu o prêmio "Critics' Choice" do Brit Awards e alcançou o topo do BBC Sound of 2008. Seu álbum de estreia, 19, lançado em janeiro de 2009, foi bem recebido comercialmente e pela crítica e certificado como Disco de Platina oito vezes no Reino Unido e três vezes nos Estados Unidos. O álbum rendeu quatro singles, incluindo Hometown Glory, a primeira música escrita por Adele, aos 16 anos, baseada em sua vida no subúrbio onde morou, West Norwood, em Londres. Uma aparição que ela fez no Saturday Night Live, no final de 2008, impulsionou sua carreira nos EUA. No Grammy Awards de 2009, Adele recebeu os prêmios de Artista Revelação e Melhor Performance Vocal Pop Feminina.
Adele alcançou o auge da carreira ao lançar seu segundo álbum, 21, com o qual superou diversos recordes e dominou as paradas de sucesso dos Estados Unidos e Reino Unido, com o single "Rolling in the Deep". Tornou-se o álbum mais vendido do mundo no século 21, com mais de trinta e um milhões de cópias. Foi certificado 18 vezes como platina, no Reino Unido, e diamante nos EUA. De acordo com a Billboard, "21" é o álbum de melhor desempenho na história das paradas dos EUA, no topo da Billboard 200 por 24 semanas, o mais longo período para uma artista feminina de todos os tempos.
O sucesso a fez receber mais de dez menções no Guinness Book, incluindo por ela ter sido a primeira mulher a ter dois singles e dois álbuns simultaneamente no top 5 das paradas britânicas, fato esse, que só a banda The Beatles tinha alcançado em 1964, e por ser a primeira artista a vender mais de 3 milhões de cópias de um álbum em um ano no Reino Unido. Ela também foi a primeira mulher na história da Billboard Hot 100, ao ter três singles simultâneos no top 10 como artista principal, com Rolling in the Deep, Someone Like You e Set Fire to the Rain. Em 2015, ela quebrou o recorde do primeiro vídeo a atingir um bilhão de visualizações em menor período de tempo no YouTube (88 dias). Ela também superou recordes de artistas como Michael Jackson, Oasis, 'N Sync, Whitney Houston, Madonna e Beyoncé.
A cantora foi citada na quinta posição da lista das "100 Maiores Mulheres na Música" pelo VH1. Já pela revista americana Time, foi eleita uma das pessoas mais influentes do mundo. Adele é membro da Excelentíssima Ordem do Império Britânico desde 2013, ao ser condecorada pelo príncipe Charles por suas contribuições para a indústria fonográfica britânica. Entre os principais prêmios vencidos durante sua carreira, estão dezesseis Grammy Awards, doze Brit Awards, dezoito Billboard Music Awards, um Emmy, um Globo de Ouro e um Oscar. Nos anos de 2011, 2012 e 2016, Adele foi nomeada Artista do Ano pela Billboard. Em 2024, a Billboard colocou Adele na décima posição do top 25 das maiores estrelas pop do período 2000-2024., fazendo da cantora a artista nascida fora da América do Norte e do Caribe mais bem posicionada nessa contagem. Adele é uma das artistas recordistas de vendas no mundo, com mais de 120 milhões de discos vendidos.

## Biografia

### Infância e adolescência

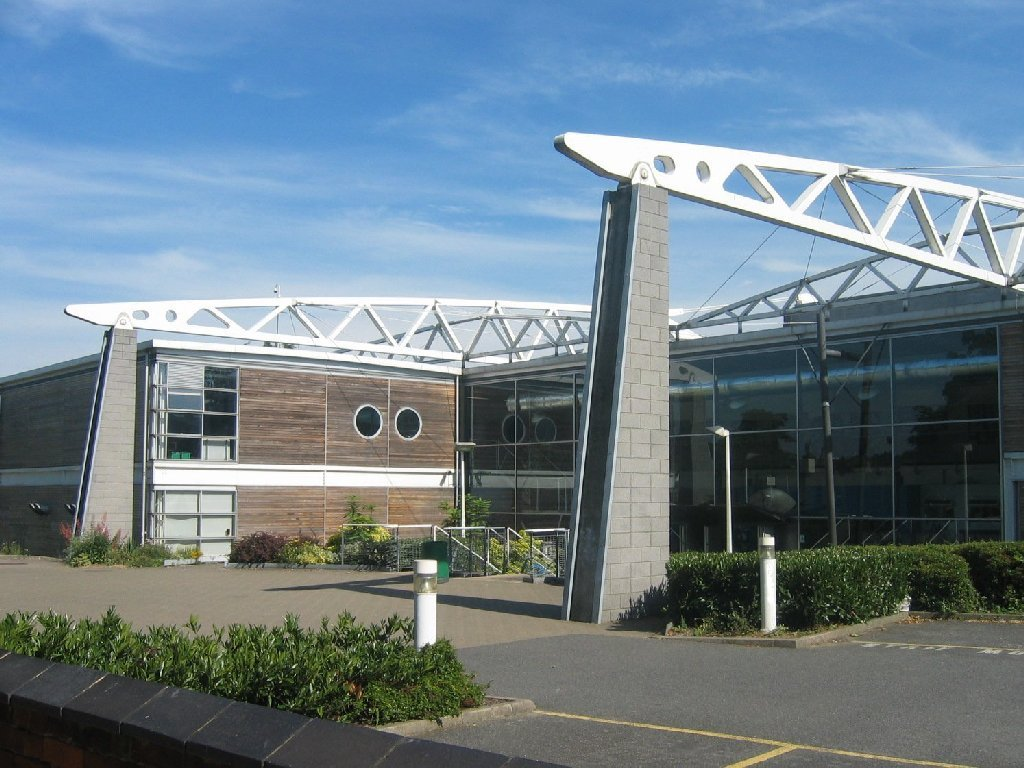
The BRIT School, a escola de artes performáticas que Adele se formou no curso de música em 2006.

Adele nasceu no dia 5 de maio de 1988, em Tottenham, Londres, filha de uma mãe inglesa, Penny Susan Adkins e de um pai galês, Mark Evans. É a primeira e única filha de Penny, que adolescente na época, foi abandonada pelo então namorado, Mark, quando Adele tinha 2 anos. O casal havia encontrado dificuldades no relacionamento por conta do vício alcoólico de Mark após a morte de seu pai por câncer. Devido a isso, ela foi criada apenas pela mãe e não manteve nenhum relacionamento afetivo com seu pai. Ela tem um meio-irmão chamado Cameron O'Sullivan, filho de Mark, nascido entre 1994 e 1995, com quem, semelhantemente, Adele não tem um relacionamento próximo.
Ela começou a cantar aos quatro anos de idade e afirma ter se tornado obcecada por vozes. Ao crescer, Adele passou a maior parte do tempo cantando em vez de ler; em 2009 a cantora relatou que o último livro que leu com assiduidade foi Matilda de Roald Dahl quando ela tinha seis anos de idade. Em 1997, aos nove anos, ela e sua mãe, que até então havia encontrado trabalho como fabricante de móveis e organizadora de atividades de aprendizagem de adultos, se mudaram para Brighton, na costa sul da Inglaterra. Em 1999, elas voltaram para Londres, primeiro para Brixton e depois para o distrito vizinho West Norwood, ao sul, o que inspirou Adele a compor seu primeiro single, intitulado Hometown Glory, do álbum 19, escrito por ela aos dezesseis anos. Depois de se mudar, Adele começou a se interessar por artistas de R&B, como Destiny's Child, Lauryn Hill e Mary J. Blige.
Em maio de 2006, formou-se na BRIT School for Performing Arts and Technology, mesmo colégio onde estudaram Kate Nash, Amy Winehouse e Jessie J. Entre os dezesseis e dezoito anos, Adele trabalhou como atendente no café de sua tia, em Londres, onde dividia os estudos com o trabalho. Desde a infância ela gostou da música e tinha o apoio familiar. A BRIT School a fez tomar um desejo maior em ingressar na carreira artística, onde, logo após formar-se e postar demos musicais no My Space, assinou um contrato de gravação com a XL Recordings, tornando-se uma das artistas mais bem sucedidas dos últimos tempos. Em 2006, Adele gravou três demos de música para um projeto de classe e as enviou a um amigo que postou no MySpace, onde tornou-se um grande sucesso e chamou a atenção da XL Recordings. Após trocar alguns e-mails e telefonemas, ela assinou um contrato com a gravadora e gravou seu primeiro álbum de estúdio.

## Carreira

### 2006–10: Início da carreira e19

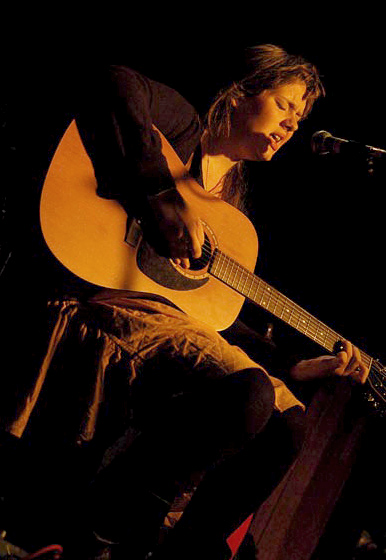
Adele cantando e tocando violão em pub de Kilburn, Londres, 2007.

Aos 18 anos, quatro meses após a formatura, ela publicou duas músicas na quarta edição de artes do site PlatformsMagazine.com. Ela gravou demos de três músicas para um projeto de classe e às entregou para um amigo que postou as mesmas no MySpace. As demos ganharam muita visibilidade na plataforma, o que levou a um telefonema de Richard Russell, produtor musical e CEO da XL Recordings, propondo uma reunião para conhecer seu trabalho. Ela duvidava que a oferta fosse real porque a única gravadora que conhecia era a Virgin Records e levou uma amiga para a reunião.
Nick Huggett, da XL, recomendou Adele ao empresário artístico Jonathan Dickins da September Management, que em junho de 2006 tornou-se seu representante oficial. Huggett em seguida, assinou Adele para a gravadora em setembro de 2006. Adele forneceu vocais para Jack Peñate na música, "My Yvonne", para seu álbum de estreia, e foi durante esta sessão que conheceu seu primeiro produtor, Jim Abbiss, que iria produzir a maioria das faixas de seu álbum de estreia, 19, e faixas em 21. Até meados de 2007 Adele tocava em bares e pubs do norte de Londres para algumas dezenas de pessoas em uma discreta turnê. Em junho de 2007 fez sua primeira aparição televisiva, tocando "Daydreamer" no programa Later with Jools Holland, da BBC.
Em 22 de outubro de 2007, seu single de estreia, "Hometown Glory" foi publicado. Em 2008, Adele faturou o seu primeiro Brit Award. O prêmio Critics' Choice foi inaugurado na premiação e Adele o venceu sendo selecionada como a escolha dos críticos antes do lançamento de seu álbum de estreia. Em 28 de janeiro de 2008, Adele lançou seu álbum de estreia, intitulado 19. Desde a sua estreia o álbum foi aclamado pela crítica e vendas, vendendo até hoje cerca de 10 milhões de cópias pelo mundo. O álbum estreou em número um e recebeu três certificações de platina no Reino Unido e dois Grammys em 2009. A ascensão de Adele nos Estados Unidos iniciou-se após uma apresentação no programa Saturday Night Live, em 2008. No episódio, o programa também recebeu Sarah Palin, candidata conservadora à vice-presidencia dos Estados Unidos naquele ano, e obteve seu maior número de audiência em quatorze anos, com dezessete milhões de telespectadores. Adele cantou "Chasing Pavements" e "Cold Shoulder" no dia seguinte e 19 liderou as paradas do iTunes e ficou no Top 5 da Amazon.com, enquanto "Chasing Pavements" subiu para o Top 25. O álbum alcançou o décimo primeiro lugar na Billboard 200, como resultado, um salto de trinta e cinco lugares ao longo da semana anterior. O álbum foi certificado como ouro em fevereiro de 2009, pela Recording Industry Association of America. O nome do álbum, faz referência a idade que Adele tinha quando o compôs.
"Hometown Glory", atingiu a décima nona posição da UK Singles Chart e a terceira na Bélgica. O segundo single, "Chasing Pavements", lançado em 11 de janeiro de 2008, alcançou a segunda posição da UK Singles Chart e a décima primeira da Billboard Hot 100, tendo ainda conseguido entrar no Top 10 de outros cinco países. O terceiro single foi "Cold Shoulder", lançado em 28 de abril de 2008, chegou a décima oitava posição da UK Singles Chart e a terceira na Bélgica. E o quarto e último single, "Make You Feel My Love", lançado em 27 de outubro de 2008, cover da canção do cantor Bob Dylan presente no álbum Time Out of Mind, de 1997, chegou a quarta posição no Reino Unido e na Escócia, além de ter entrado no Top 5 de outros dois países. Adele gravou "Make You Feel My Love" por recomendação de Jonathan Dickins que amava a canção.
Adele foi indicada para um prêmio Mercury Prize de 2008 por 19. Ela também ganhou um Urban Music Award por "Melhor Artista de Jazz". Ela também recebeu uma indicação ao Q Awards na categoria Breakthrough Act e uma indicação ao Music of Black Origin na categoria de Melhor Mulher do Reino Unido. Em março de 2008, Adele assinou um contrato com a Columbia Records e XL Recordings por sua incursão nos Estados Unidos. Em maio de 2008, deu início à sua primeira turnê, An Evening with Adele, para o álbum 19 que contou com 53 shows que passaram pela América do Norte, Europa e Ásia e terminou em julho de 2009.
Mais tarde, ela cancelou as datas da turnê de 2008 nos EUA para estar com um ex-namorado. Ela disse para a revista Nylon em junho de 2009: "Eu estou tipo, 'não posso acreditar que fiz isso'. Parece tão ingrato... Eu estava bebendo muito e isso era a base do meu relacionamento com esse garoto. Eu não suportaria ficar sem ele, então pensava, 'bem, vou cancelar minhas coisas então'." Ela se referiu a este período como sua "crise da vida precoce". Ela também é conhecida por sua antipatia por voos e ataques de saudade quando está longe de sua terra natal, Londres.
Em julho de 2008, Adele pagou 8.000 libras por uma pintura encomendada pela pintora Stella Vine, em um leilão beneficente em prol da Keep a Child Alive, uma instituição de caridade que ajuda as crianças Africanas e suas famílias que vivem com HIV/AIDS. Adele disse que planejava pedir a Stella para pintar um retrato dela e sua mãe.
Em novembro de 2009, Adele fez uma colaboração na canção "Water and a Flame" do álbum de estreia Love & War do cantor Daniel Merriweather. Ela participou de um MTV Unplugged nos Estados Unidos no mesmo ano.
No 51º Grammy Awards em fevereiro de 2009, Adele recebeu o prêmio de Melhor Artista Novo, além do prêmio de Melhor Performance Pop Vocal Feminina por "Chasing Pavements", que também foi indicado como Gravação do Ano e Canção do Ano. Em 2010, ela recebeu outra nomeação ao Grammy de Melhor Performance Pop Vocal Feminina, desta vez pelo single Hometown Glory. Durante o 2010 CMT Special Artistas of Year, Adele realizou um dueto de "Need You Now", canção do grupo Lady Antebellum, ao lado de Darius Rucker. Mais tarde o dueto foi nomeado para um CMT Music Award.

### 2011–14:21e reconhecimento mundial

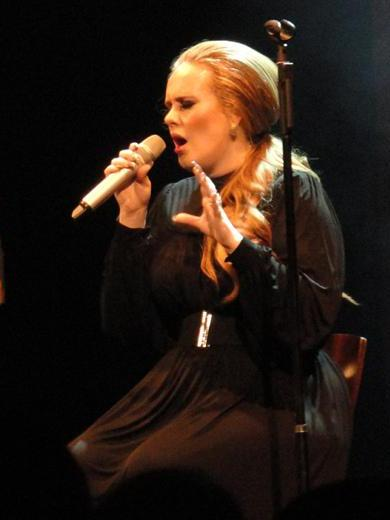
Adele durante concerto da turnê Adele Live em Seattle, 2011.

Adele lançou seu segundo álbum de estúdio 21 em 24 de janeiro de 2011 na Inglaterra e em 22 de fevereiro nos Estados Unidos pelas gravadoras Columbia Records e XL Recordings. O álbum obteve grande sucesso comercial e com a crítica, vendendo duzentas e oito mil cópias na primeira semana de vendas no Reino Unido estreando em primeiro lugar na UK Albums Chart e também liderou as paradas de vendas em vários países. 21 também estreou muito bem nos Estados Unidos alcançando a primeira posição na Billboard 200 vendendo trezentas e cinquenta e duas mil cópias na primeira semana. Assim como o álbum 19, 21 também é uma referência a idade que a cantora tinha quando o fez. O álbum vendeu mais de 30 milhões de cópias mundialmente. A produção e co-composição do disco contou com produtores como Paul Epworth, Dan Wilson, Ryan Tedder, Fraser T. Smith e Francis White.
"Rolling In The Deep" foi lançada como o primeiro single do álbum em 29 de novembro de 2010. A canção alcançou o número um na Bélgica, Alemanha, Itália, Países Baixos e Suíça, além de ficar no top dez dos maiores hits na Áustria, Dinamarca, Irlanda, Nova Zelândia e Noruega além de vencer vários prêmios. Logo após, Adele lançou "Someone Like You" como segundo single. A música foi inspirada no fim de um relacionamento. Após uma performance realizada ao vivo no BRIT Awards de 2011, a canção "Someone Like You" chegou ao primeiro lugar das paradas de sucesso no Reino Unido, enquanto o álbum também permaneceu como número um no país. A Official Charts Company anunciou que Adele é a primeira artista a alcançar, ainda viva, uma canção e um álbum como número um ao mesmo tempo na Inglaterra desde Os Beatles em 1964. É a primeira vez que um artista ocupa os dois primeiros lugares nos álbuns do Reino Unido, desde The Corrs em 1999. O álbum ficou onze semanas consecutivas na primeira posição, antes de ser derrubado do topo por Luz Wasting do Foo Fighters. Na semana seguinte, porém, ela recuperou o primeiro lugar onde ficou por mais cinco semanas. Em julho de 2011, "Someone Like You" se tornou a primeira canção a vender mais de um milhão de cópias no Reino Unido esta década.
Em 4 de julho de 2011, "Set Fire to the Rain" foi lançada como o terceiro single de 21. Em 28 de outubro, durante uma entrevista para a Billboard, a Columbia Records revelou que "Rumour Has It" seria lançada como o terceiro single do álbum, no entanto, a versão da canção foi desfeita e "Set Fire to the Rain" foi lançado como o terceiro single. A performance ao vivo da canção, retirada de seu álbum de vídeo, Live at the Royal Albert Hall, venceu o Grammy de Melhor Performance Pop Solo. Dia 5 de novembro de 2011, "Rumour Has It" foi declarada o quarto single do 21.
Para promover o álbum, em março de 2011, Adele embarcou na turnê Adele Live, que esgotou sua participação na América do Norte. A turnê terminou em outubro de 2011 e alguns shows foram cancelados por conta de problemas em sua voz. Em outubro de 2011, Adele foi forçada a cancelar datas por conta de uma hemorragia nas cordas vocais. Em 28 de outubro de 2011, a Columbia Records anunciou que Adele passaria por uma cirurgia. A cantora divulgou um comunicado dizendo que precisava de um longo período de repouso para evitar danos permanentes à sua voz.
Na primeira semana de novembro de 2011, Steven M. Zeitels, diretor do Centro de Cirurgia da Laringe e Reabilitação da Voz do Massachusetts General Hospital (MGH), em Boston, realizou uma cirurgia a laser nas cordas vocais de Adele para remover um pólipo benigno. Em fevereiro de 2012 ela revelou que a cirurgia obteve êxito em entrevista ao programa americano 60 Minutes, voltando a apresentar-se no mesmo mês na cerimônia do Grammy.
Adele lançou o EP iTunes Festival: London 2011 no dia 14 de julho de 2011. O EP foi gravado em 7 de julho de 2011 e foi lançado no formato de download digital. A cantora foi capa da edição de março de 2011 da revista Vogue Americana e também foi capa da mesma revista na edição de outubro de 2011 no Reino Unido. Em 29 de novembro de 2011, foi lançado Live at the Royal Albert Hall, que foi gravado em 22 de setembro, durante sua turnê.
Em dezembro de 2011, 21 havia vendido mais de 3 milhões e 400 mil cópias no Reino Unido e se tornou o álbum mais vendido do século, ultrapassando Back to Black de Amy Winehouse. Logo depois, o jornalista e autor Chas Newkey-Burden, escreveu a biografia oficial de Adele que foi lançada em janeiro de 2012 pela editora LeYa. No final do ano, Adele foi listada na sexta posição da lista das celebridades com menos de trinta anos mais bem pagas e bem sucedidas de 2011, pela Forbes.

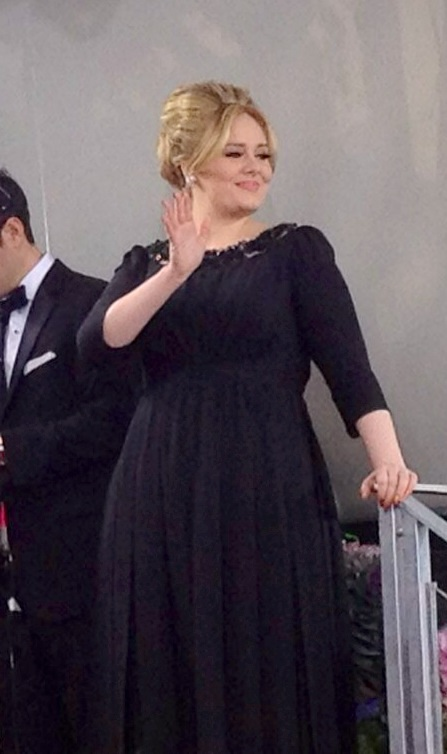
Adele no Golden Globe Awards de 2013 por sua indicação pela música tema da franquia James Bond.

A série de TV Glee, já fez versões de "Rolling In The Deep", "Rumour Has It", "Someone Like You", "Turning Tables" e "Chasing Pavements". Adele também teve os hits "Rolling in the Deep", "Someone Like You" e "Set Fire to the Rain" nas trilhas sonoras das novelas da Rede Globo. Em outubro de 2012, "Rolling In The Deep" foi eleita Canção do Ano, na premiação BMI Awards, sendo executada mais de dois milhões de vezes nas rádios e televisão americanas, o equivalente a ser ouvida repetidamente por mais de doze anos.
Em fevereiro de 2012, 21 foi declarado o sétimo disco mais vendido de todos os tempos no Reino Unido. Logo depois, em dezembro de 2012, segundo a Official Charts Company, o álbum se tornou o quarto disco mais vendido de todos os tempos em solo britânico, superando vários trabalhos de grandes nomes da música como (What's the Story) Morning Glory? de Oasis e atrás apenas de Greatest Hits do Queen e Sgt. Pepper's Lonely Hearts Club Band de The Beatles. Nos Estados Unidos, o álbum vendeu mais de dez milhões de cópias e é o primeiro a vender três milhões de cópias digitais no país.
Em outubro de 2012, Adele lançou a música tema do filme 007 - Operação Skyfall, filme da saga de James Bond. A faixa "Skyfall" foi lançada oficialmente como single em 5 de outubro de 2012, aniversário de 50 anos do lançamento de Dr. No e sendo o primeiro novo trabalho da cantora desde o lançamento de 21. A música foi composta por ela e seu colaborador Paul Epworth, que também trabalhou com a cantora no hit "Rolling In The Deep". "Skyfall" foi gravada no Abbey Road Studios, estúdio famoso por suas expressivas gravações para os Beatles e em seu arranjo contou com uma orquestra de 77 músicos. Cerca de vinte e quatro horas após o lançamento da música na internet, ela alcançou o número um de downloads do iTunes em quarentena e seis países, incluindo Brasil e Portugal. Skyfall vendeu mais de dois milhões de cópias pelo mundo. Em janeiro de 2013, a música conquistou o Globo de Ouro de Melhor Canção Original e no mês seguinte a tornou-se a primeira canção-tema em 50 anos da franquia de James Bond em conquistar o Oscar de Melhor Canção da Academia de Artes e Ciências Cinematográficas de Los Angeles. "Skyfall" também venceu o Grammy de Melhor Canção Escrita para Mídia Visual. Em 2013, Adele foi listada como a décima quinta artista mais sexy da VH1.
Em 3 de abril de 2012, Adele confirmou que seu terceiro álbum provavelmente seria de pelo menos dois anos de distância, afirmando: "Eu tenho que ter tempo e viver um pouco. Houve uns bons dois anos entre o meu primeiro e segundo álbum. Vai ser o mesmo desta vez". Ela afirmou que continuaria escrevendo e compondo seu próprio material. No Grammy Awards 2013, ela confirmou que estava nos estágios iniciais de seu terceiro álbum. Ela também afirmou que provavelmente trabalhará com Paul Epworth novamente. Em setembro de 2013, Wiz Khalifa confirmou que ele e Adele tinham colaborado em uma música para seu quinto álbum de estúdio, Blacc Hollywood, apesar da colaboração não ter feito parte da lista final de faixas. Na véspera de seu aniversário de 26 anos em maio de 2014, Adele postou uma mensagem enigmática via sua conta no Twitter, que provocou a discussão na mídia sobre seu próximo álbum. A mensagem "Bye bye 25... até o final do ano" foi interpretada por alguns na mídia, incluindo o Daily Mail, no sentido de que seu próximo álbum seria intitulado 25 e lançado no final do ano. No início de agosto, Paul Moss sugeriu que um álbum seria lançado em 2014 ou 2015. No entanto, nas contas de outubro de 2014 arquivadas na Companies House pela XL Recordings, eles descartaram um lançamento de 2014.

### 2015–17:25eAdele Live 2016
Ryan Tedder, produtor que também trabalhou com Adele em 21, revelou em uma entrevista que em seu terceiro álbum, Adele está fazendo o melhor som em relação aos seus dois últimos álbuns, 19 e 21, que ela está em seu melhor momento e continua a ser sua artista favorita no mundo. Em janeiro de 2014, os compositores Phil Collins e Diane Warren, afirmaram ter escrito canções com Adele para o sucessor do 21, apesar de as faixas não terem entrado para o álbum.
Em 27 de agosto de 2015, a Billboard noticiou que a gravadora da XLS, a XL Recordings, tinha a intenção de lançar seu terceiro álbum de estúdio em novembro de 2015. Danger Mouse contribuiu com uma música, enquanto Tobias Jesso Jr. escreveu uma faixa e Ryan Tedder está de volta à mixagem depois de produzir e co-escrever "Rumour Has It" em 21. No 72° Festival Internacional de Cinema de Veneza no início de setembro de 2015, Sia anunciou que seu novo single "Alive" foi co-escrito por Adele, e era originalmente destinado ao terceiro álbum de Adele. No dia 17 de outubro de 2015, em um comercial do programa X Factor UK foi divulgado um trecho de 30 segundos do novo single do novo álbum da cantora, intitulado "Hello". Em 22 do mesmo mês e ano, ela confirmou através do seu site oficial que lançará seu novo álbum, intitulado 25, no dia 20 de novembro de 2015.

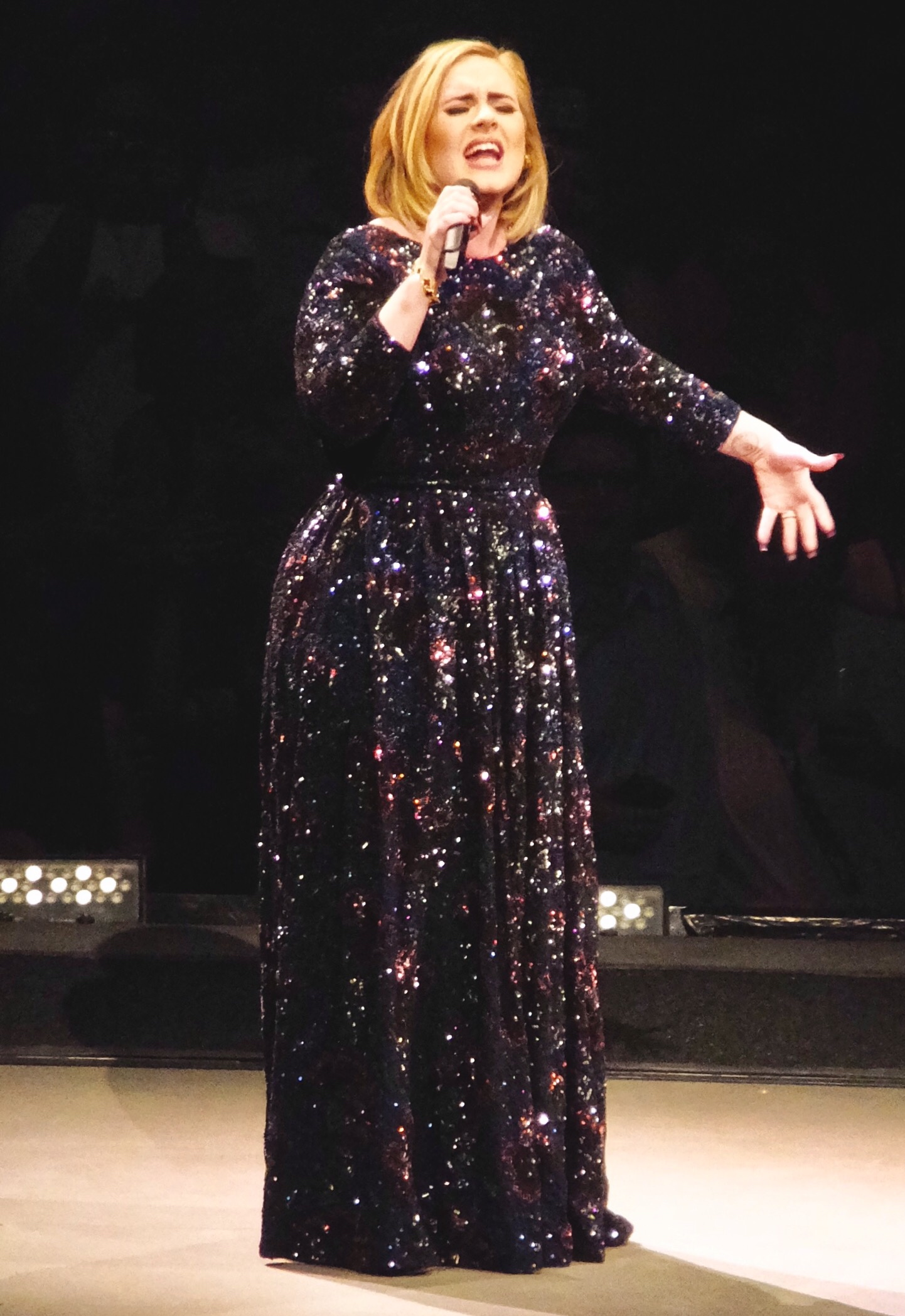
Adele cantando em Minnesota durante sua primeira turnê norte-americana em cinco anos em julho de 2016. Dez milhões de pessoas tentaram comprar ingressos para os concertos da digressão norte-americana. Apenas setecentos e cinquenta mil ingressos estavam disponíveis.

Em carta aberta, Adele explicou um pouco o conceito do álbum novo. Segundo ela, 21 foi sobre uma desilusão amorosa e 25 fala sobre conhecer a pessoa que ela se tornou sem nem perceber. “Fazer 25 anos foi um ponto de virada para mim, um tapa no meio dos 20 anos. Estar no limite entre ser uma adolescente em idade avançada ou uma adulta completa me fez decidir ser quem eu serei pelo resto da vida sem um caminhão de mudança lotado com minhas velharias. Eu sinto falta de tudo, do meu passado, o bom e o ruim, mas apenas porque não posso voltar atrás. Quando eu estava lá, queria sair. Tão típico”. Adele também acredita que 25 será seu último álbum com a idade dela como título, acreditando que 25 seria o fim de uma trilogia. Logo depois, por meio de sua conta no Instagram, a cantora pronunciou-se sobre o lançamento do single "Hello", que seria lançando no dia 23, às quatro horas da manhã, deste mesmo mês. Também o site Pitchfork Media informou que o lançamento ocorreria na sexta, dia 23 de outubro, juntamente com a estreia do clipe, dirigido pelo cineasta Xavier Dolan, famoso entre cinéfilos por filmes indie como Mommy, J'ai tué ma mère e Laurence Anyways. A Billboard confirmou a informação. O videoclipe oficial foi lançado 30 minutos após o lançamento do single do novo álbum.
Em poucas horas, o novo single alcançou o topo de mais de 100 países, por meio da plataforma do iTunes. O álbum 25 também não ficou para trás, alcançou o topo na mesma plataforma em mais de 90 países. O disco tem composições de Adele em parceria com nomes como Max Martin, Ryan Tedder, Greg Kurstin e Bruno Mars. 25 possuí 11 faixas na versão padrão, e na versão Target acompanha mais três faixas bônus: "Can't Let Go", "Lay Me Down" e "Why Do You Love Me". O videoclipe de "Hello" bateu o recorde de clipe mais assistido da plataforma VEVO em vinte e quatro horas, totalizando vinte e três milhões de visualizações, atualizado depois pela própria VEVO para vinte e sete milhões 
e setecentas mil visualizações como o número real do recorde, destronando o antigo recorde que pertencia a "Bad Blood", da cantora americana Taylor Swift. O videoclipe quebrou também o recorde do vídeo a atingir a marca de um bilhão de visualizações em menos tempo na história do YouTube, em 2 meses e 28 dias. O antigo recorde era  "Gangnam Style" do coreano Psy que levou cinco meses e oito dias para tal feito.
Em entrevista a Rádio BBC, a cantora revelou porque demorou tanto tempo para lançar um álbum: "Fiz um álbum sobre ser mãe, e era muito chato", comentou a artista, que descartou todo o álbum para começar um do zero. “Foi realmente difícil… Ter um tempo livre… Eu meio que perdi o hábito de compor”, falou ao entrevistador, sobre o tempo que ela passou cuidando de seu filho e também sobre sua carreira dentro do exercício da maternidade. Enquanto isso, seu novo single supracitado batia outros recordes: tornou-se a canção mais executada no serviço de streaming Spotify em 24 horas, sendo tocada quase 5 milhões de vezes, 1.88 milhões apenas nos Estados Unidos. Desbancou assim, o single "Sorry' do cantor canadense Justin Bieber lançado horas antes de "Hello". Mesmo em meio a era dos streamings, a canção se tornou a mais bem sucedida em vendas da história fonográfica dos EUA, vendendo cerca de um milhão e cem mil e superando o record do rapper Flo-Rida que teve seu single "Right Round" com mais de seiscentos e trinta e seis mil cópias vendidas em uma semana de vendas.
Com todo esse sucesso, "Hello" estreou direto em primeiro na tabela Hot 100, da Billboard. Também, com sua volta a música, seu último álbum, 21, lançado em 2011, subiu trinta e cinco posições na parada Billboard 200 da mesma Billboard, ultrapassando álbuns lançados ano passado e até neste mesmo ano corrente de 2015, onde o mesmo está há mais de duzentas e quarenta e cinco semanas consecutivas.
Em sequência da divulgação de seu novo álbum, Adele gravou o especial de TV, ao vivo, "Adele at the BBC", onde cantou algumas músicas do mesmo álbum. O especial foi gravado no dia 2 de novembro e apresentado no dia do lançamento de 25, sendo sua primeira apresentação televisionada desde o Oscar 2013. Também cantou seus novos singles e fez uma aparição no programa norte-americano Saturday Night Live no dia 21 de novembro, um dia após o lançamento oficial de seu álbum. A cantora realizou o concerto Adele Live in New York City no Radio City Music Hall no dia 17 de novembro, que foi transmitido pela rede de televisão NBC no mês seguinte. Em março de 2016, ela estampou a capa da revista Vogue americana, na qual posou em um ensaio de fotos para Annie Leibovitz e concedeu uma entrevista falando sobre sua carreira, maternidade e outros.
Em 27 de novembro, 25 estreou em primeiro lugar no UK Albums Chart e se tornou o álbum mais vendido na história das paradas do Reino Unido em sua primeira semana, com mais de 800.000 cópias comercializadas. O álbum estreou em número um nos Estados Unidos, onde vendeu um recorde de 3,38 milhões de cópias em sua primeira semana, a maior semana de vendas de um álbum desde que a Nielsen Company começou a monitorar as vendas em 1991. 25 também quebrou primeiro registros de vendas semanais no Canadá e na Nova Zelândia. 25 tornou-se o álbum mais vendido de 2015 em vários países, incluindo Austrália, Reino Unido e Estados Unidos, passando sete semanas consecutivas em primeiro lugar em cada país, antes de ser substituído por David Bowie com seu álbum Blackstar. Foi o álbum mais vendido em todo o mundo no ano de 2015, com 17,4 milhões de cópias vendidas. 25 já vendeu mais de 20 milhões de cópias globalmente. As sete semanas de Adele no topo do UK Albums Chart levaram seu total a 31 semanas no primeiro lugar no Reino Unido, com seus três álbuns, superando o recorde anterior de Madonna na maioria das semanas no número um para um ato feminino.
| |  |  |
| Em 2017, espectadores chegando ao show no Wembley Stadium, em Londres. Noventa e oito mil pessoas estiveram presentes no concerto, um recorde do estádio para um evento musical no Reino Unido. |  |  |

Segundo o Sunday Times, em 2015 pelo quarto ano consecutivo Adele foi apontada como a artista britânica com menos de 30 anos mais rica do Reino Unido. No mesmo ano foi estimado que, entre singles e álbuns, Adele tenha mais de 100 milhões de discos vendidos, tornando-a uma das artistas musicais recordistas de vendas no mundo. Ela iniciou sua turnê mundial Adele Live 2016 em 29 de fevereiro, a qual é apoiada no álbum 25. As últimas datas foram realizadas em 2017, e seu nome foi alterado para Adele Live 2017. Começando na Europa, a Adele Live 2016 incluiu quatro datas no Manchester Arena em março de 2016, seis datas no O2 Arena, Londres, com outras datas em Irlanda, Espanha, Alemanha, Itália e Holanda, entre outros. Sua turnê norte-americana começou no dia 5 de julho em St. Paul, Minnesota. A parte incluiu seis noites no Madison Square Garden, em Nova York, oito noites no Staples Center, em Los Angeles, e quatro noites no Air Canada Centre, em Toronto, Canadá. Adele quebrou o recorde de cinco shows de Taylor Swift pela maioria dos shows consecutivos esgotados no Staples Center. A turnê contou com 122 shows que passaram pelos continentes Europa, América do Norte e Oceania. Atuou em Lisboa em 21 e 22 de maio no Altice Arena. Adele tocou no Festival de Glastonbury de 2016, que realizou-se em 25 de junho na Inglaterra, para um público de 160 mil pessoas, o seu maior show até a data.
Em fevereiro de 2017, Adele fez um tributo a George Michael no Grammy Awards, performando a canção "Fastlove" em homenagem ao músico que faleceu em dezembro de 2016. Devido a dificuldades técnicas que ocorreram durante a performance, Adele decidiu parar e reiniciar, explicando: "Eu não posso estragar tudo para ele".
Como parte de sua turnê mundial, em fevereiro e março de 2017, Adele se apresentou na Austrália pela primeira vez, se apresentando em estádios ao ar livre pelo país. Seus dois primeiros shows na Nova Zelândia se esgotaram em um recorde de 23 minutos, e um terceiro show foi anunciado, com todos os ingressos vendidos em menos de 30 minutos. Adele vendeu mais de 600 000 ingressos para a sua turnê australiana de oito datas, estabelecendo recordes de estádios  em todo o país; seu show em Sydney no ANZ Stadium em 10 de março foi assistido por 95 544 pessoas, o maior show individual na história da Austrália, um recorde que ela quebrou na noite seguinte com mais de 100 000 fãs. Adele completou sua turnê mundial com dois concertos, apelidado de "The Finale", no estádio de Wembley. Londres, em 28 e 29 de junho. Ela anunciou os shows na "casa do futebol" por vídeo cantando o hino "Three Lions" da seleção de futebol da Inglaterra e também a música tema do programa semanal de futebol da BBC, o Match of the Day. Adele tinha adicionado outros dois concertos em Wembley após os dois primeiros terem seus ingressos esgotados, no entanto, ela cancelou os dois últimos shows depois de danificar suas cordas vocais. Como demonstração de apoio, os fãs se reuniram em frente ao estádio de Wembley para interpretar suas canções, em um evento intitulado "Sing for Adele". Em novembro de 2017 foi a segunda cantora mais bem paga do ano segundo a revista norte-americana Forbes, ficando apenas atrás da cantora Beyoncé e a frente de Taylor Swift. A cantora acumulou o total de US$ 69 milhões, resultado da venda de ingressos de sua turnê mundial do álbum 25. Em 2018, sua fortuna foi estimada em 147,5 milhões de libras esterlinas.

### 2018–presente:30e residência em Las Vegas
Adele começou a trabalhar em seu quarto álbum de estúdio no ano de 2018. Em 5 de maio de 2019, data de seu aniversário de 31 anos, Adele publicou várias fotos em preto e branco de si mesma comemorando seu aniversário junto com uma mensagem em sua conta do Instagram, refletindo sobre o ano anterior. A mensagem terminou com, "30 será uma gravação de drum and bass para te incomodar". Outlets, incluindo a NME, consideraram o post como uma indicação da sonoridade do novo álbum e que o mesmo seria lançado em breve. Em 15 de fevereiro de 2020, Adele anunciou no casamento de sua amiga Laura Dockrill que seu quarto álbum de estúdio sairia em setembro de 2020. No entanto, mais tarde ela anunciou que o álbum havia sido adiado devido a Pandemia de COVID-19. Em 24 de outubro de 2020, Adele fez sua primeira aparição na televisão em cerca de quatro anos, no Saturday Night Live, onde ela apresentou o programa, com a convidada musical H.E.R..
Em 1 de outubro de 2021, projeções e outdoors do número "30" apareceram em monumentos e prédios significativos em diferentes cidades do mundo, alimentando especulações de que Adele era a responsável e que "30" seria o título de seu quarto álbum de estúdio. Logo depois, o site de Adele e suas contas nas redes sociais combinaram com a estética das projeções e outdoors, sugerindo que seu novo álbum seria intitulado "30", o que foi posteriormente confirmado. Em 5 de outubro de 2021, Adele anunciou seu single "Easy on Me" para lançamento em 15 de outubro. A data de lançamento de 19 de novembro de 2021 foi anunciada para o álbum logo em seguida. Em 7 de outubro, Adele foi anunciada como a estrela da capa de novembro na Vogue e na Vogue britânica, a primeira pessoa a cobrir simultaneamente as duas publicações ao mesmo tempo. Em 15 de outubro, Adele lançou "Easy on Me" com uma recepção positiva, quebrando os recordes do Spotify e Amazon Music de música com o maior número de streams em um único dia. A canção estreou como número um no UK Singles Chart, o terceiro número um de Adele no Reino Unido, e teve as maiores vendas de um single na primeira semana desde janeiro de 2017. Alcançando o topo da Billboard Hot 100, é seu quinto single número um nos Estados Unidos. Em 28 de outubro de 2021, a pré-venda de ingressos para seus dois shows em Hyde Park, Londres, agendados para 1 e 2 de julho de 2022, esgotou em menos de uma hora. O número total de ingressos vendidos foi de 130 000, sem promoção prévia. Mais de 1,3 milhão de pessoas tentaram comprar ingressos para esses dois shows. Jim King, CEO da divisão de Festivais Europeus da AEG Presents afirmou que Adele "poderia ter vendido vários milhões de ingressos para os shows, tamanha é a demanda por ela".

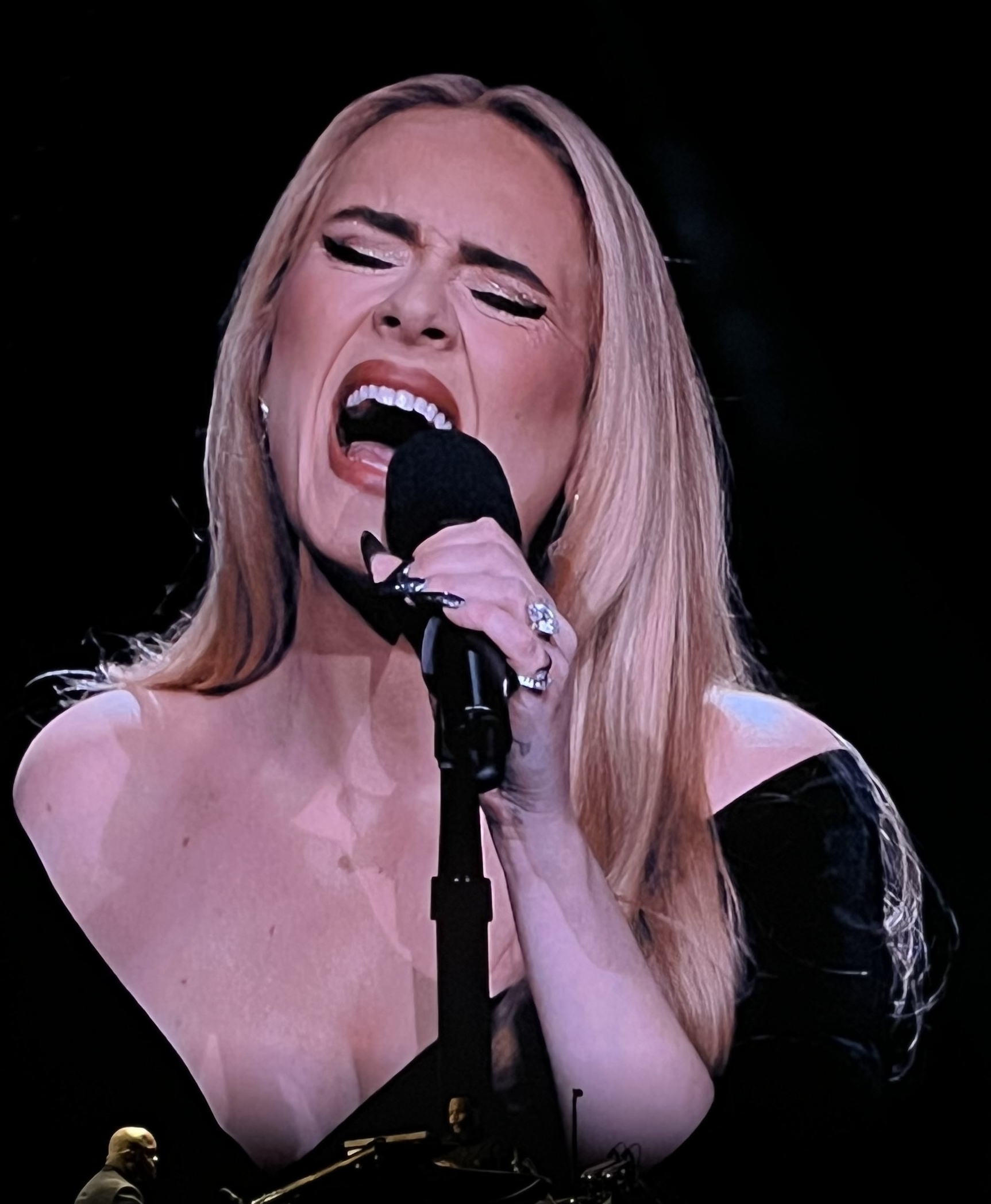
Adele em apresentação no The Colosseum at Caesars Palace durante a Weekends with Adele, fevereiro de 2023.

Em 19 de novembro de 2021, Adele lançou 30, quarto álbum de estúdio e primeiro lançamento de inéditas da artista em quase 6 anos. Em 30 de novembro de 2021, Adele anunciou uma residência em Las Vegas no The Colosseum at Caesars Palace intitulada "Weekends with Adele", que ocorreria de 21 de janeiro de 2022 a 16 de abril de 2022. Em 20 de janeiro, ela anunciou que a residência seria adiada devido a "atrasos nas entregas e à COVID". Em 8 de fevereiro de 2022, a cantora apresentou-se na cerimônia de premiação do Brit Awards performando a canção "I Drink Wine", de seu novo álbum, em cima de um piano. Na mesma ocasião, levou o prêmio nas categorias "Artista do Ano", "Álbum do Ano" por 30 e "Canção do Ano" por Easy on Me. Em 25 de julho, foi anunciado que a residência em Las Vegas acontecerá de 18 de novembro de 2022 a 25 de março de 2023, com oito datas a mais do que estava inicialmente planejado, sendo um total de 32 shows.
Em 3 de setembro de 2022, Adele recebeu o prêmio Primetime Emmy de "Melhor Especial de Variedades (Pré-gravado)" por seu especial de televisão Adele: One Night Only. Em 5 de fevereiro de 2023, recebeu o prêmio de Melhor Performance Solo Pop por "Easy on Me" no Grammy Awards, o quarto recebido em sua carreira, tornando-se a primeira pessoa a vencer quatro vezes esta categoria do prêmio na história da premiação. "Weekends with Adele" recebeu ampla aclamação da crítica. Em sua análise, a Billboard chamou a performance de "totalmente de tirar o fôlego e espetacular", acrescentando: "Foi extraordinário ver uma artista de seu nível estar tão presente e absorver tudo o que ela havia conquistado para chegar a este momento". O New York Times explanou como Adele emocionou-se várias vezes durante o show e descreveu a configuração: "O palco de Adele é de tirar o fôlego, com muito drama e elegância condizentes com sua voz." Em sua análise de quatro estrelas do show, o The Times disse que as performances foram "espetaculares, íntimas e valeram a pena esperar". Em novembro de 2022, durante o segundo fim de semana da residência, Adele anunciou duas datas adicionais no fim de semana da véspera de Ano-Novo, elevando o total de shows para 34. No que deveria ser o último show de sua residência em Las Vegas, em 25 de março, Adele anunciou que estenderia sua residência por mais 34 shows com a intenção de gravar um filme "para garantir que qualquer pessoa que queira ver o show, possa vê-lo".
Em outubro de 2023, a residência ganhou mais 32 datas. Em outubro, Adele estendeu seus shows uma última vez, estilizando a extensão como "Weekends with Adele: The Final Shows". Esta extensão adicionou 32 shows começando em janeiro de 2024 e terminando em junho. Em fevereiro de 2024, Adele revelou o adiamento de algumas datas devido a problemas de saúde. Em abril de 2024, os shows referentes ao mês de março, que haviam sido adiados, foram remarcados para os meses de outubro e novembro do mesmo ano.

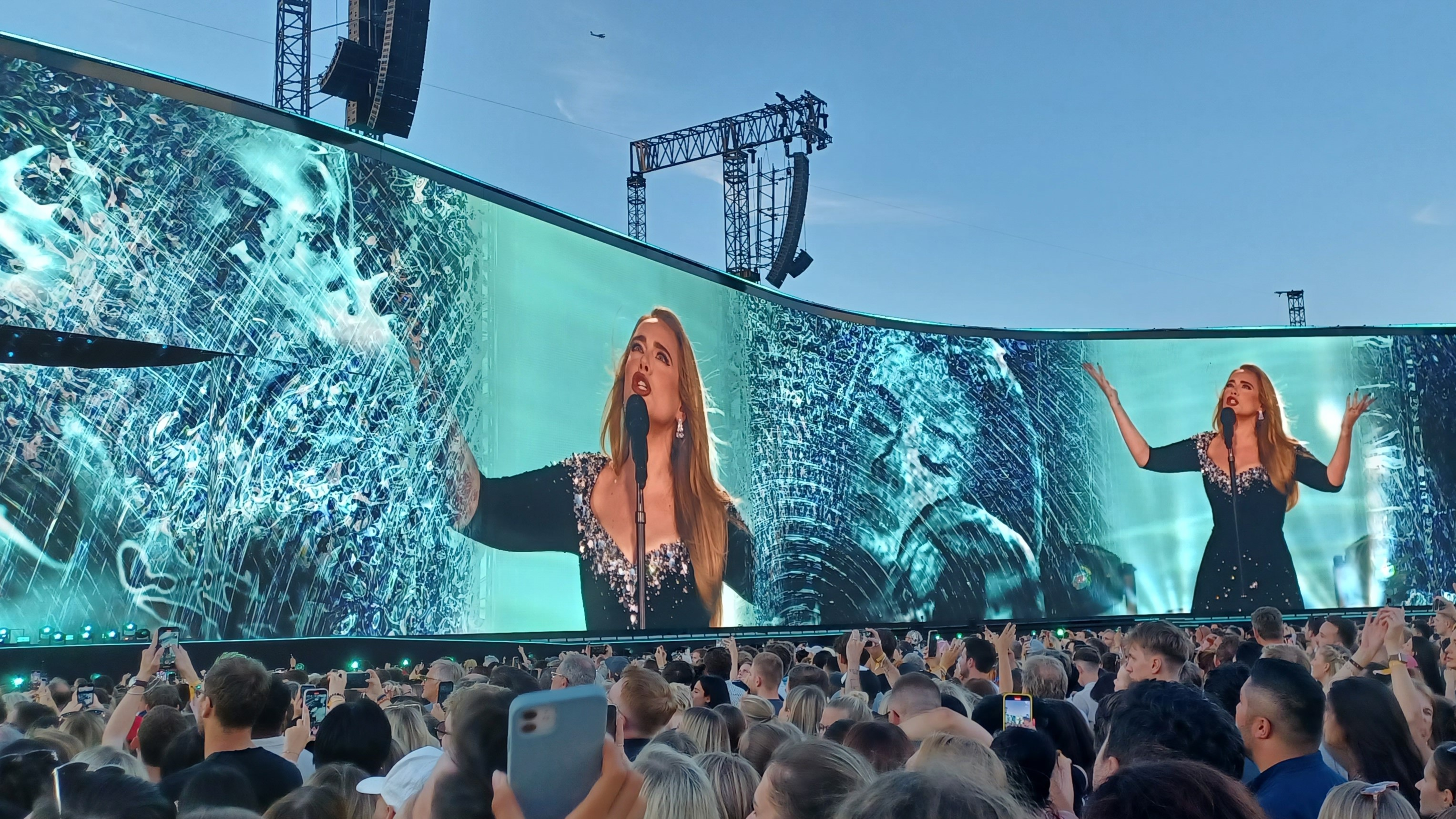
Adele performando "Water Under the Bridge" durante concerto na Alemanha, 9 de agosto de 2024.

No final de janeiro de 2024, Adele anunciou uma série de quatro shows especiais em agosto daquele ano, em uma arena personalizada e exclusiva com capacidade para 80.000 pessoas em Munique, na Europa, nomeado de "Adele in Munich". Em 2 de fevereiro, após "demanda fenomenal", quatro datas adicionais foram anunciadas para os shows, seguidas por mais duas "finais" em 6 de fevereiro devido à "demanda sem precedentes", elevando o total para dez. Os ingressos para os quatro primeiros shows foram colocados em pré-venda às 10h da manhã de 7 de fevereiro, com cerca de 3 milhões de pessoas tentando acessá-los para obtê-los no horário de pico. Os ingressos de pré-venda para os outros seis shows foram divulgados mais tarde naquele dia.
Em 16 de julho de 2024, Adele revelou em uma entrevista que faria uma pausa indefinida na música após o fim de sua residência, sem planos para um novo álbum naquele momento.

## Características musicais

### Influências

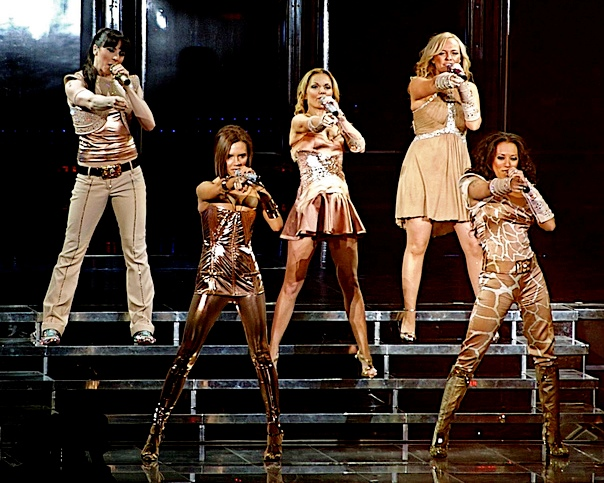
Adele credita as Spice Girls como uma grande influência sobre o seu amor pela música.

Adele citou as Spice Girls como uma grande influência em relação ao seu amor e paixão pela música, afirmando que "elas me fizeram o que sou hoje". Adele as  personificava durante jantares em família quando era criança. Ela afirmou que ficou "de coração partido" quando sua integrante favorita, Geri Halliwell, a Ginger Spice, deixou o grupo. Ela também afirmou que, ao crescer, ela ouviu Sinéad O'Connor, The Cure, Dusty Springfield, Celine Dion e Annie Lennox.
Uma das primeiras influências de Adele foi a cantora Gabrielle, a qual ela tem admirado desde os cinco anos de idade. Nos tempos da escola primária de Adele, sua mãe fez um tapa-olho com lantejoulas que ela usou para atuar como Gabrielle num concurso de talentos da escola. Depois de se mudar para o sul de Londres, no ano de 1997, ela se interessou por artistas de R&B, como Aaliyah, Destiny's Child, Lauryn Hill e Mary J. Blige. Adele diz que um dos momentos mais marcantes em sua vida foi quando ela assistiu Pink se apresentar na Brixton Academy em Londres. Ela afirma: "Foi o álbum Missundaztood, então eu tinha uns 13 ou 14 anos. Eu nunca tinha visto presencialmente alguém cantar daquela forma [...] Eu me lembro de sentir como se estivesse em um túnel de vento e sua voz me atingindo. Foi incrível".

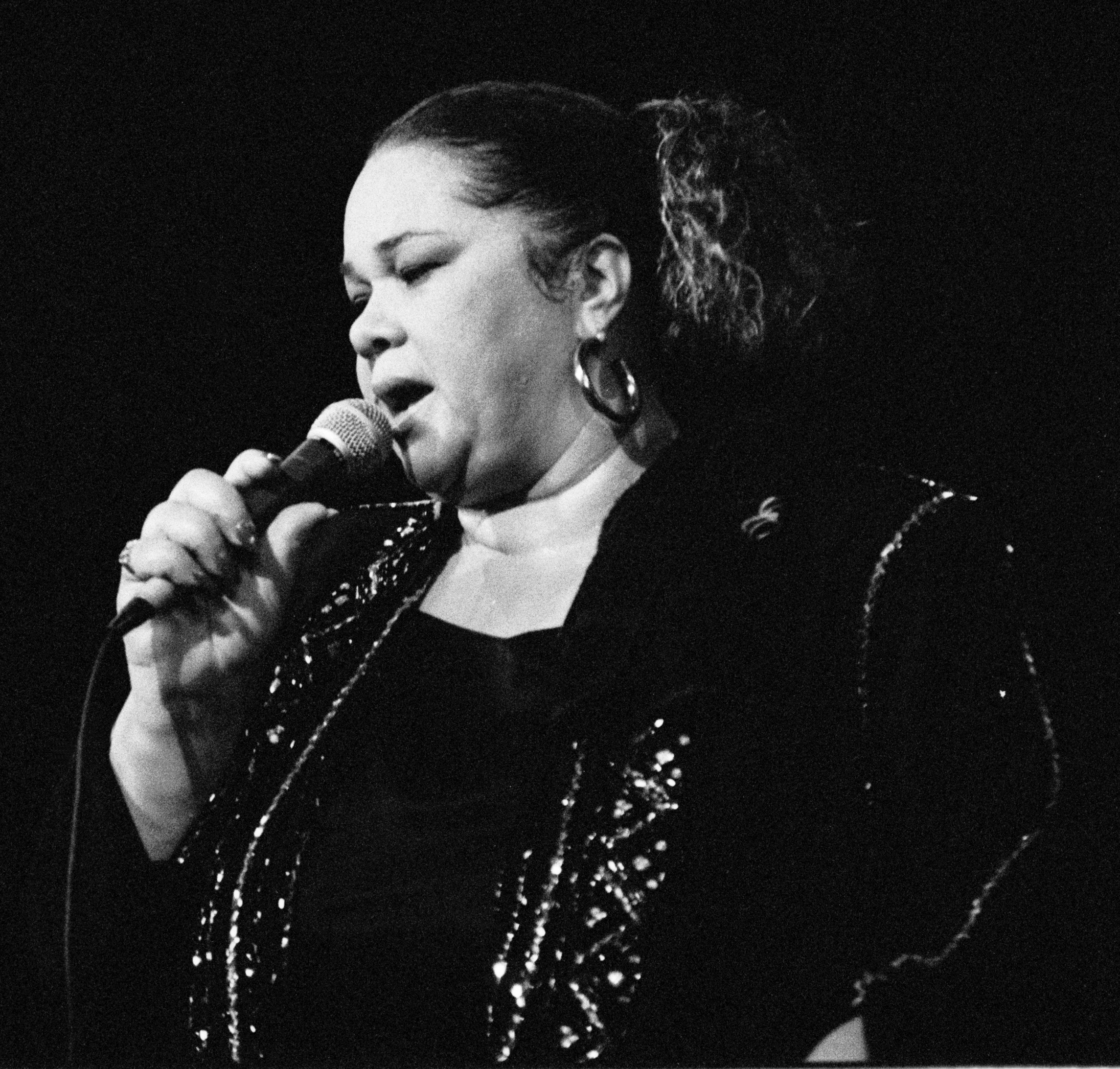
Quando adolescente, Adele ouvia Etta James (foto) enquanto desenvolvia e praticava suas habilidades vocais.

Em 2002, aos 14 anos, Adele descobriu Etta James e Ella Fitzgerald quando passou pelos álbuns das artistas na seção de jazz de sua loja de música local. Ela foi atraída pela aparência das capas dos álbuns. Adele afirma que, em seguida, começou a ouvir Etta James "cada noite por uma hora", e no processo estava começando a conhecer sua própria voz. O primeiro álbum de estúdio de Amy Winehouse, Frank, a inspirou a começar a tocar guitarra e violão, afirmando: "Se não fosse Amy e Frank, eu não teria pegado numa guitarra, não teria composto 'Daydreamer' ou 'Hometown'... E compus a 'Someone Like You' na guitarra também (...) Se não tivesse ouvido o Frank isto não teria acontecido". Amy Winehouse foi uma grande influência para ela, assim como Etta James, Aretha Franklin, Whitney Houston, Dusty Springfield, Carole King, Roberta Flack, Ella Fitzgerald, Dolly Parton e Beyoncé Knowles. Beyoncé também citou Adele como uma de suas influências para o seu quarto álbum 4. Adele escreveu em seu Instagram após a morte de Aretha Franklin: "Não consigo me lembrar de um dia da minha vida sem a voz e a música de Aretha Franklin enchendo meu coração com tanta alegria e tristeza".
Ela também é fã de Lana Del Rey, Grimes, Chvrches, FKA Twigs, Alabama Shakes, Kanye West, Rihanna, Frank Ocean e Stevie Nicks. Em 2017, ela descreveu Beyoncé como uma inspiração particular, chamando-a de "a artista da minha vida" e acrescentou: "os outros artistas que significam tanto quanto Beyoncé para mim estão todos mortos". Adele citou o álbum Ray Of Light de Madonna como uma influência para seu álbum 25.
Céline Dion cantou músicas de Adele durante alguns concertos e disse: "Eu gosto tanto da Adele. Ela é fantástica". Dave Grohl, Slash, Stevie Nicks e Pharrell Williams também elogiaram Adele em entrevistas.

### Estilo musical
Seu estilo musical é predominantemente soul, com influências do R&B e pop. O primeiro álbum de Adele, 19, segue o gênero soul, com letras descrevendo o amor, relacionamentos e desgosto. Seu sucesso inicial ocorreu simultaneamente com várias outras cantoras britânicas de soul e com a imprensa inglesa apelidando-a de uma nova Amy Winehouse. Isto foi descrito como a "terceira invasão musical britânica dos EUA". AllMusic escreveu que "Adele é simplesmente mágica demais para compará-la a qualquer um".
Seu segundo álbum, 21, compartilha as mesmas influências folclóricas e soul de seu álbum de estreia, mas foi ainda mais inspirado pelo country americano e pela música blues sulista, a qual a artista havia sido exposta durante as viagens de sua primeira turnê norte-americana, em 2009. Composto no rescaldo da separação de Adele de seu parceiro, o álbum tipifica a tradição de composição confessional em sua exploração de desgosto, auto-exame e perdão. Tendo se referido ao 21 como um "disco de separação", Adele rotulou seu terceiro álbum de estúdio, 25, um "registro de conciliação", acrescentando que era sobre "compensar o tempo perdido. Compensando tudo que eu fiz e nunca fiz". Seu anseio por seu antigo eu, sua nostalgia e melancolia sobre a passagem do tempo, é uma característica do disco 25, com Adele afirmando: "Eu tenho me arrependido de algumas coisas desde que fiz 25 anos. [...] Essa idade foi determinante para mim. Foi a transição de se tornar uma adulta em pleno direito”.

### Voz
Alguns profissionais identificam a voz de Adele como um meio-soprano dramático com extensão que varia de C3 a C6. No entanto, relatou a rádio Classic FM, que sua voz é frequentemente confundida com um contralto devido à aplicação de uma tensa voz mista com predominância de peito, enquanto também notou que sua voz se torna mais clara à medida que estende-se, particularmente de C4 a C5.
A Rolling Stone relatou que após a cirurgia na garganta sua voz tornou-se "notavelmente maior e mais pura-tonificada", e que ela tinha adicionado quatro notas mais altas ao seu alcance vocal. Inicialmente, os críticos sugeriram que seus vocais eram mais desenvolvidos e intrigantes do que suas composições, um sentimento que Adele concorda no seu álbum de estreia, onde fala de relacionamentos e corações partidos. Ela declarou: "Eu aprendi a cantar ouvindo Ella Fitzgerald para acrobacias e escalas, Etta James para a paixão e Roberta Flack para o controle".
Sua voz foi aclamada pela crítica.  Em uma revisão de 19, The Observer publicou: "A maneira como ela esticou as vogais, seu fraseado maravilhoso, o puro prazer absoluto de sua voz, se destacou ainda mais; pouca dúvida de que ela é uma cantora rara". A BBC Music escreveu: "Suas melodias exalam calor, seu canto é ocasionalmente impressionante e, ... ela tem faixas que fazem Lily Allen e Kate Nash soarem tão comuns quanto são".  Para os seus comentários de 21, no The New York Times, o crítico de música Jon Pareles elogiou o timbre de Adele, comparando-a a Dusty Springfield, Petula Clark e Annie Lennox: "[Adele] pode fazer diversas coisas, mas a forma como performa faz atrair mais atenção para a música do que para a cantora". Tom Townshend, do portal MSN, a declarou "a melhor cantora de nossa geração".

## Vida pessoal
Durante o verão europeu de 2008, Adele começou uma relação com Slinky Sunbeam (que possivelmente inspirou a criação do álbum 21), mas em 2009 o namoro acabou. Após outros relacionamentos casuais, em janeiro de 2011 iniciou um namoro com o empresário Simon Christopher Konecki, ex-aluno do Eton College e CEO da Drop4Drop, ONG filantrópica de limpeza e distribuição de água potável em países necessitados. Em fevereiro, após um mês de namoro, o casal foi morar juntos em uma mansão avaliada em 6 milhões de libras, no interior da Inglaterra. O casarão já foi habitado por Paul McCartney. Em junho de 2012, ela anunciou em seu site oficial que estava grávida. A cantora deu à luz Angelo James Adkins no dia 19 de outubro de 2012, nascido de parto normal, em Londres. Seu filho possui uma meia-irmã paterna, cinco anos mais velha, fruto do primeiro casamento de seu ex-marido. Inicialmente, Adele não revelou o nome do filho ao público, mas, em entrevista pós Globo de Ouro disse que o apelida carinhosamente de "Little peanut", que em português significa "Pequeno amendoim". Pouco depois a imprensa descobriu o nome da criança. Adele e Konecki processaram uma agência de fotos britânica por publicar sem autorização imagens do rosto de seu filho tiradas por paparazzis durante passeios em família em 2013. Em 2014, o processo foi ganho.
Adele afirmou ter sofrido uma depressão pós-parto após o nascimento de seu filho, Angelo: "Eu estava obcecada com o meu filho. Eu me senti muito inadequada, senti que tinha tomado a pior decisão da minha vida" declarou. Em entrevistas revelou que chorou por três meses após o nascimento do filho, revelando que a gravidez não foi planejada, e que já sabia que poderia enfrentar uma nova depressão após o parto, pois na adolescência frequentava psicoterapia, pois na época enfrentou uma depressão, devido a baixa autoestima por causa de seu excesso de peso. Inicialmente não contou para ninguém sobre sua nova crise depressiva, somente seu marido Konecki sabia, mas, após um ano, superou a depressão através de psicoterapia individual e terapia coletiva, com mulheres que vivenciaram a mesma situação. Adele revelou que durante sua adolescência e início da vida adulta fez tratamento psiquiátrico, e tomou antidepressivos e ansiolíticos para tratar sua ansiedade e crises de pânico.
Em 2013, a cantora fez 3 tatuagens. Adele tatuou a letra "A" atrás da orelha, tatuou a palavra "Paradise" na mão esquerda e tatuou o número "1921" no pulso, que representa seus dois primeiros álbuns lançados. Anteriormente, Adele possuía duas tatuagens no pulso esquerdo, a escrita "One Penny" que homenageia a mãe e a outra são três pontos seguidos "..." na qual indica que é amiga dos integrantes da banda The Civil Wars. No mesmo ano, Adele tatuou pássaros nas costas.

O estilista Karl Lagerfeld, em fevereiro de 2012, gerou polêmica dizendo sobre o peso de Adele em uma entrevista: "Ela é um pouco gorda demais mas tem um belo rosto e uma voz divina", posteriormente Lagerfeld pediu desculpas à cantora e aos seus fãs. No início de 2013, a comediante americana Joan Rivers satirizou o peso da artista em um talk show americano. Questionada sobre seu corpo, Adele disse em entrevista a rádio americana SiriusXM Town Hall em 2015:
| “ | Eu tenho problemas com a minha imagem corporal, claro, mas eu não deixo isso dominar a minha vida. Existem questões maiores acontecendo no mundo do que pensar em como eu me sinto sobre mim mesma e coisas deste tipo. Existe apenas um de você, então por que você quer parecer com outra pessoa? Por que você quer ter o mesmo cabelo que todo mundo e ter as mesmas opiniões que eles? | ” |

Em agosto de 2015, Adele declarou que, devido a constante falta de ar, devido a obesidade, que estava prejudicando sua performance nos palcos, decidiu mudar radicalmente seu estilo de vida: Passou a fazer exercícios físicos diariamente, emagrecendo cinquenta quilos, e que obteve esse êxito após parar de tomar bebidas alcoólicas e fumar cigarros, onde também deixou de comer carne vermelha, alimentos processados e beber refrigerantes: "Comecei a sentir-me cada vez melhor, tanto física como emocionalmente", contou. Adele optou por dedicar-se a sua família, deixando a carreira artística para segundo plano. A artista recusou uma oferta de 80 milhões de libras (cerca de 110 milhões de euros), para promover o seu terceiro álbum, por querer se dedicar a sua própria saúde e a criação do filho.
Politicamente, ela é uma apoiadora do Labour Party, afirmando em 2011 que era "uma garota Labour, por completo", embora, em maio de 2011, ela defendesse uma taxa de imposto menor para pessoas de alta renda; uma visão contrária à do Labour Party. Em 2015, em entrevista para a Rolling Stone, declarou: "Sou uma feminista. Eu acredito que todos devem ser tratados da mesma forma, incluindo raça e sexualidade".
No início de 2017, alguns tabloides começaram a especular que Adele e Konecki haviam se casado secretamente quando foram flagrados usando anéis correspondentes em seus dedos anelares. Durante o seu discurso de aceitação no Grammy Awards de 2017 para Álbum do Ano, Adele confirmou seu casamento chamando a Konecki de seu marido. Ela subsequentemente esclareceu seu estado civil em março de 2017, dizendo à plateia em um show em Brisbane, Austrália: "Sou casada agora". O casal oficializou a união conjugal em 2016, em uma cerimônia civil, com a presença apenas da família e de amigos íntimos. Devido a constantes divergências conjugais, Adele divorciou-se em 2019. A separação foi amigável, e Adele não pediu pensão, e nem Simon exigiu dinheiro. O ex-casal tornou-se vizinho, para que o filho não sinta saudades do pai após ele ter saído de casa, e o divórcio foi concluído em meados de 2021. Em 2021, Adele iniciou um relacionamento com Rich Paul, um agente esportivo americano da NBA.

## Imagem pública
Adele, em 2012, foi considerada por Chris Molanphy da Rolling Stone como a "Rainha do Pop" em uma contagem de dezesseis artistas 
que neste ranking também incluiu Katy Perry, Lady Gaga, Christina Aguilera, Beyoncé, entre outros. É também considerada pelo editor do Guinness Book of Records, Craig Glenday, como "um maravilhoso modelo para os aspirantes a cantores". Em 2013, ela foi listada como número cinco das "100 Maiores Mulheres na Música". Por outro lado, a revista Time classificou-a como uma das pessoas mais influentes do mundo. No dia 3 de julho, foi exposta sua estátua de cera no Museu Madame Tussauds, em Londres.

## Filantropia
Adele já atuou em vários concertos e eventos filantrópicos durante a sua carreira. Em 2007 e 2008, ela se apresentou no Little Noise Sessions, realizado na London's Union Chapel e os rendimentos dos concertos foram doados a organização Mencap, que trabalha com pessoas com dificuldades de aprendizagem. Em julho e novembro de 2008, ela se apresentou no Keep A Child Alive, instituição que faz tratamento com crianças e famílias afetadas pelo HIV, em Londres e Nova Iorque, respectivamente. Em 17 de setembro de 2009, se apresentou no Brooklyn Academy of Music, para o evento Divas do canal VH1, um concerto para arrecadar fundos para Save the Music Foundation. Em 6 de dezembro, Adele abriu com um set de 40 minutos o 2° Anual Holiday Charity Revue de John Mayer, realizado no Nokia Theatre em Los Angeles. Em 2011, a cantora deu um concerto livre para a London Pride, uma instituição de caridade da comunidade LGBT, que realizam eventos em Londres.
Adele foi uma das principais contribuintes para a fundação MusiCares, uma organização de caridade fundada pelo Grammy Awards para músicos necessitados. Em fevereiro de 2009, Adele atuou em um concerto benéfico do MusiCares, em Los Angeles. Em 2011 e 2012, doou itens autografados por ela para apoiar os MusiCares.
Quando Adele estava em turnê pela Europa pediu aos fãs que foram assisti-la para fazerem uma doação de no mínimo $20 para o UK Charity Sands, uma instituição dedicada a "apoiar a qualquer pessoa afetada pela morte de um bebê e a promover investigações para reduzir a perda de vidas de recém-nascidos". Durante sua turnê por aquela região, foram arrecadados 13 000 dólares para a caridade.
Em 15 de junho de 2017, Adele assistiu a uma vigília no oeste de Londres pelas vítimas do incêndio na torre Grenfell, onde, mantendo um perfil discreto, só foi flagrada por um pequeno grupo de fãs. Quatro dias depois, ela apareceu no quartel de bombeiros de Chelsea e levou bolos para os bombeiros. O gerente da estação, Ben King, declarou: "Ela entrou, tomou uma xícara de chá no quartel e depois se juntou a nós para o minuto de silêncio". Em homenagem às vítimas, em seu primeiro show no Estádio de Wembley, no dia 28 de junho, Adele promoveu uma campanha de arrecadação com seus fãs para doarem fundos para ajudar as vítimas do incêndio, em vez de desperdiçar dinheiro em "vinho superfaturado".

## Discografia
- 19 (2008)
- 21 (2011)
- 25 (2015)
- 30 (2021)

## Filmografia
| Ano  | Título                        | Notas | Ref.    |
| ---- | ----------------------------- | --- | ------- |
| 2007 | Later... with Jools Holland   | Episódio: 8 de junho de 2007 | [ 321 ] |
| 2008 | Later... with Jools Holland   | Episódio: 1 de abril de 2008 | [ 322 ] |
| 2008 | Never Mind the Buzzcocks      | Episódio: 4 de outubro de 2008 | [ 323 ] |
| 2008 | Saturday Night Live           | Episódio: "Josh Brolin / Adele" | [ 324 ] |
| 2008 | BBC Electric Proms            | 22 de outubro de 2008 | [ 325 ] |
| 2008 | Sound                         | Episódio: 6 de dezembro de 2008 | [ 326 ] |
| 2008 | Jools' Annual Hootenanny      | Episódio: 31 de dezembro de 2008 | [ 327 ] |
| 2009 | Ugly Betty                    | Episódio: "In the Stars" - cantando "Right as Rain" | [ 328 ] |
| 2009 | Never Mind the Buzzcocks      | Episódio: 23 de julho de 2009 | [ 329 ] |
| 2011 | Later... with Jools Holland   | Episódio: 6 de maio de 2011 | [ 330 ] |
| 2012 | Live at the Royal Albert Hall | Filme-concerto que apresenta os destaques de um concerto dado por Adele em 21 de setembro de 2011, como parte de sua turnê Adele Live.                               | [ 331 ] |
| 2015 | Adele at the BBC              | Especial televisivo | [ 332 ] |
| 2015 | Saturday Night Live           | Episódio: "Matthew McConaughey / Adele" | [ 333 ] |
| 2015 | Adele Live in New York City   | Especial televisivo da NBC, também produtora executiva. | [ 334 ] |
| 2016 | Glastonbury 2016              | Adele estrelou o Pyramid Stage no festival de música | [ 335 ] |
| 2020 | Saturday Night Live           | Episódio: "Adele / H.E.R." | [ 336 ] |
| 2021 | Adele One Night Only          | Especial televisivo estadunidense pela CBS com performances do álbum 30, e uma entrevista com Oprah Winfrey.                                                         | [ 337 ] |
| 2021 | An Audience with Adele        | Especial televisivo britânico pela ITV com performances do álbum 30, e patleia com celebridades.                                                                     | [ 338 ] |
| 2025 | A definir                     | É esperado que seja lançado um filme-concerto da residência Weekends with Adele gravado após as datas de junho de 2023, para quem não pôde assistir ao show ao vivo. | [ 339 ] |

## Turnês

### Shows como artista principal
- An Evening with Adele (2008–2009)
- Adele Live (2011)
- Adele Live 2016 (2016–2017)
- BST Hyde Park (2022)

### Residências
- Weekends with Adele (2022–2024)
- Adele in Munich (2024)

## Prêmios e indicações
A lista de prêmios e indicações de Adele consiste em 539 prêmios ganhos de 760 indicações. Nos Grammy Awards, venceu 16 prêmios de 25 indicações. Em 2009, Adele fora indicada para 4 categorias, tendo vencido em 2 categorias, de Artista Revelação e Melhor Performance Pop Vocal Feminina. Na cerimônia de 2012, Adele ganhou seis prêmios, vencendo em todas as categorias em que foi indicada. Ela ganhou em Melhor Gravação do Ano por "Rolling in the Deep", Álbum do Ano por 21, Música do Ano por "Rolling In the Deep", Melhor Performance Solo Pop por "Someone Like You", Melhor Álbum Pop por 21 e Melhor Vídeo Musical - versão curta por "Rolling In the Deep" e se tornou a artista com mais prêmios ganhos em uma única noite na premiação, empatando assim com Beyoncé Knowles que alcançou o mesmo fato em uma outra cerimônia. Adele venceu três American Music Awards em 2011 e nos Billboard Music Awards, ela venceu 12 prêmios em 2012.
No BRIT Awards, Adele tem 9 prêmios ganhos de 13 indicações. Escolha dos Críticos em 2008, Álbum Britânico por 21 e Adele como Artista Solo Britânico (feminino) em 2012 e Melhor Single Britânico por Skyfall. Em 2009 ela recebeu três indicações à premiação mas não ganhou. Em 2016 Adele ganhou três prêmios de quatro indicações recebidas, Melhor Artista Solo Britânico (feminino), Single Britânico do Ano por "Hello", Álbum Britânico do Ano por 25 além do prêmio honorário de sucesso global (Global Success Award) entregue a Adele na cerimônia.
Adele venceu doze prêmios de dezoito indicações no Billboard Music Awards de 2012, em: Top Artist, Top Digital Songs Artists, Top Digital Media Artist, Top Radio Songs Artist, Top Billboard 200 Artist, Top Hot 100 Artist, Top Female Artist, Top Pop Artist e Top Billboard 200 Album (21), Top Pop Album (21), Top Streaming Song (áudio) ("Rolling In The Deep"), Top Alternative Song ("Rolling In The Deep").
Em 2013, a cantora ganhou o prêmio Globo de Ouro por Melhor Canção Original com sua música "Skyfall", feita para o vigésimo-terceiro filme da franquia 007. O single também venceu o prêmio Óscar com a mesma categoria se tornando a primeira música-tema em 50 anos da franquia James Bond à conquistar o óscar de Melhor Canção Original. Em 2014, Adele venceu seu décimo Grammy Award, com "Skyfall", na categoria de Melhor Canção Escrita para Mídia Visual.
Nos prêmios Ivor Novello de 2012 e 2016, ela foi nomeada Compositora do Ano pela Academia Britânica de Letristas, Compositores e Autores. Em 2016, Adele foi indicada na 68ª edição do Primetime Emmy Awards na categoria de Melhor Desempenho Musical em Talk Show por sua performance de "Million Years Ago", contida no álbum 25, no Today Show e também recebeu 4 indicações pelo especial televisivo Live in New York City. Em Fevereiro de 2017, venceu em todas cinco categorias às quais havia sido nomeada, inclusive Álbum do Ano, Música do Ano e Gravação do Ano, fazendo de Adele a única artista a conseguir vencer nessas três categorias em uma noite por duas vezes.
Em 5 de fevereiro de 2023, Adele foi indicada em sete categorias no Grammy Awards de 2023, incluindo Álbum do Ano e Canção do Ano. Ela venceu na categoria "Melhor Performance Solo de Pop" com a canção "Easy On Me". Com esse prêmio, a cantora soma dezesseis prêmios recebidos no Grammy Awards.